# Acronyches meruuna
Acronyches meruuna är en tvåvingeart som beskrevs av Nelson Papavero 1971. Acronyches meruuna ingår i släktet Acronyches och familjen rovflugor. Inga underarter finns listade i Catalogue of Life.